# Troglohyphantes comottii
Troglohyphantes comottii là một loài nhện trong họ Linyphiidae.
Loài này thuộc chi Troglohyphantes. Troglohyphantes comottii được miêu tả năm 1989 bởi Pesarini.